# لوحة فتاة صغيرة

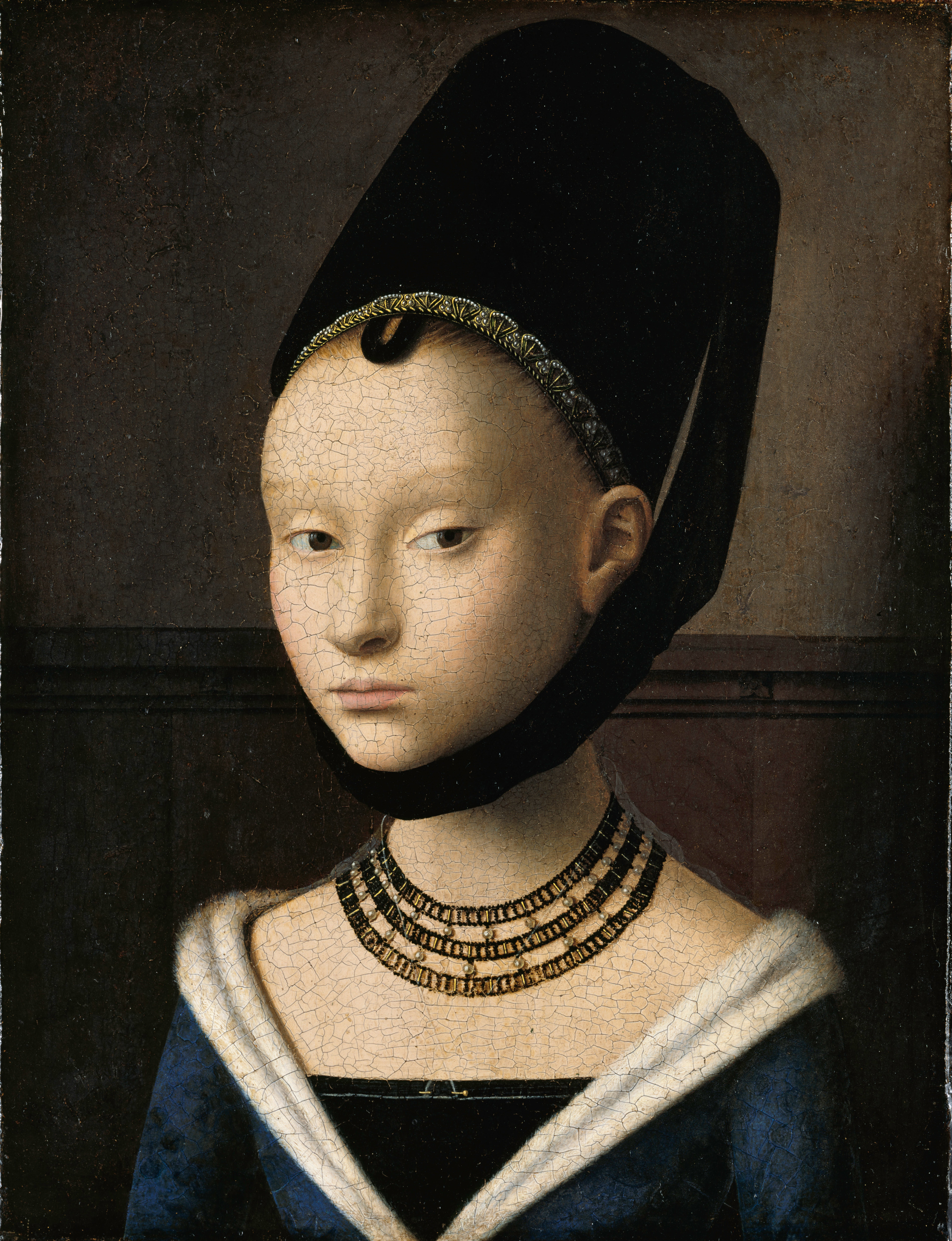
"لوحة فتاة صغيرة" بريشة الفنان بيتروس كريستوس معروضة في متحف جيمالدجاليري للفنون في برلين. انتهى رسم اللوحة في الفترة من عام 1465 إلى 1470. أبعادها 29 سم * 22.5 سم.

لوحة فتاة صغيرة هي لوحة تصور فتاة صغيرة رسمها بيتروس كريستوس، وهو أحد الفنانون الهولنديون الأوائل، بالألوان الزيتية على قطعة من خشب البلوط. انتهت اللوحة بالتزامن مع انتهاء حياة هذا الفنان في الفترة من عام 1465 إلي 1470، وعُرضت في متحف جيمالدجاليري للفنون برلين بألمانيا. تُمثل اللوحة نقلة فنية حقيقية في مجال فن التصوير المعاصر؛ حيث تظهر الفتاة في خلفية واسعة، وواقعية، وثلاثية الأبعاد. كما أن الفتاة تبدو محدّقة النظر بالرائي، ويرتسم على وجهها تعبير معقد يمزج بين التحفظ، والذكاء، والانتباه.
تُعد هذه اللوحة من أعظم لوحات التصوير في فترة النهضة الشمالية في أوروبا
ا. ووصف المؤرخ الفني جويل أبتون الفتاة بأنها تشبه «لؤلؤة مصقولة تكاد تبدو عاكسة للضوء موضوعة على وسادة من المخمل الأسود.» اعتمدت اللوحة على أعمال كلًا من جان فان إيك وروجير فان در فايدن، وزادت شهرتها ومكانتها في العقود التي تلت انتهاءها. وتنبع جاذبية الصورة من النظرة المحدّقة المثيرة للفضول التي يبرزها حول طفيف في العيون وانحراف بسيط في الحاجبين.

## الوصف
عرض كريستوس بطلته في وضع تراجيدي ينم عن شخصية فاضت بالكثير من الحزن بزاوية معمارية متزنة.فقد تركزت هيئة الفتاة في نطاق مستطيلي محدود، قبل التركيز علي دقائق الحائط الخلفي.ولقد ساهمت الموازاة الأفقية بدور كبير في رسم معالم جوهرية للصورة حيث توازت المنطقة التي كسيت بالجانب الخشبي مع ردائها الذي يعلوه علي خط العنق عقد وقد اتخذ شكل المثلث في هيئته. إن الطفرة التي شهدتها خلفية هذا البورتريه سجلت انحرافًا فنيًا عن المعايير المعهودة في فن التصوير.أضفي كريستس الخلفية البنية وأضاف عليها بعض الرتوش الطفيفة، علي النقيض من مبدأ الفنان جان فان إيك، الذي تبني فكرة التعمق في بواطن وأغوار اللوحة مما أدي إلي اعتباره رئيس كريستس. وعلي صعيد التكوين الفني، فإن تلك الخلفية حوت في طياتها العديد من اللمسات الفنية؛ فقد تميزت الطبقة العليا بلون مغاير وطبقة خشبية وأما الطبقة السفلي فقد تميزت بالطابع الخشبي الكثيف. عكس ذلك الحائط الخلفي صورة واقعية خفية قصد بها علي الأغلب تشكيل صورة حية مفعمة بالحيوية والحميمية حيث مثلت الفتاة وكأنها في منزلها.
ومن ناحية يسار الصورة، يسقط الضوء علي الخلفية التاريخية، مما يساهم بدوره في انعكاس بعض الظل عليها التي تسببت فيها القبعة التي استقرت علي رأسها. وقد ساهم اللون الأسود علي الحائط في إضفاء العمق والأصالة والذي يعمل علي توطيد الاتجاه الفكري الذي بدأه الرسام فان ايك. يسقط الضوء بعض الومضات السوداء التي تشكل سيلًا من الظل في الحائط الخلفي المعاكس للفتاة والتي تتكامل مع وجنتها وخط شعرها.
تمتلك الفتاة لونًا باهتًا، ومقلتين يشعان بشعاع شرقي خافت وأيضًا فم حاد. تمثل هذه الفتاة انعكاسًا لظل الفن المثالي القوطي وإحياءً لملامحه الفنية والتي تمثلت في الملامح التعبيرية الممدودة الغامضة، والأكتاف الضيقة، والشعر الذي تم إخفائه بإحكام شديد، بالإضافة إلي الجبين الواسع العريض غير المألوف والذي ظهر بوضوح من خلال التمشيط القهري للشعر إلي الخلف حتي لا تكاد تنعدم رؤيته في المقدمة. وتألقت بأفخم أنواع الملابس والمجوهرات الذي يسلط الضوء علي الإستثنائية التي تزينت من أجلها.وعلي الصعيد الفسيولوجي، ترمي الفتاة نظرات ثاقبة، واعية في حذر شديد والذي يسهم بدوره في مصداقية اللوحة وإعطاءها بعد واقعي يكاد ينطق الصورة بنظراتها التي تخترق اللوحة.الأمر الذي أدي علماء النفس إلي تحليل هذه النظرات بأنها تساهم في إثارة الفزع والرهبة.وقد انطلقت الفنانة جوانا ودس ماردسون بالإشادة في دور هذه الفتاة في ترسيخ أولي دعائم التأثير النفسي في الجمهور والذي لم يسبق له مثيل علي أرض الواقع حتي في اللوحات الفنية الإيطالية. فهذه الإفادة وهذا التأثير النفسي برزا بتجلي في المحصول الفني التصويري الذي يتيح للمشاهد والمتفرج ببلورة الخلجات الصدرية والتأملات الفكرية في قالب شفهي يستعرض فيه اللوحة من جميع جوانبها.إن هذا الخضم الفني قد ساهم بدور كبير في عقد العلاقة الراسخة بين عدة أطراف من أهمها الفنان والشخصية المحورية وبطلة اللوحة والحاضن لهذه اللوحة والمشاهد.

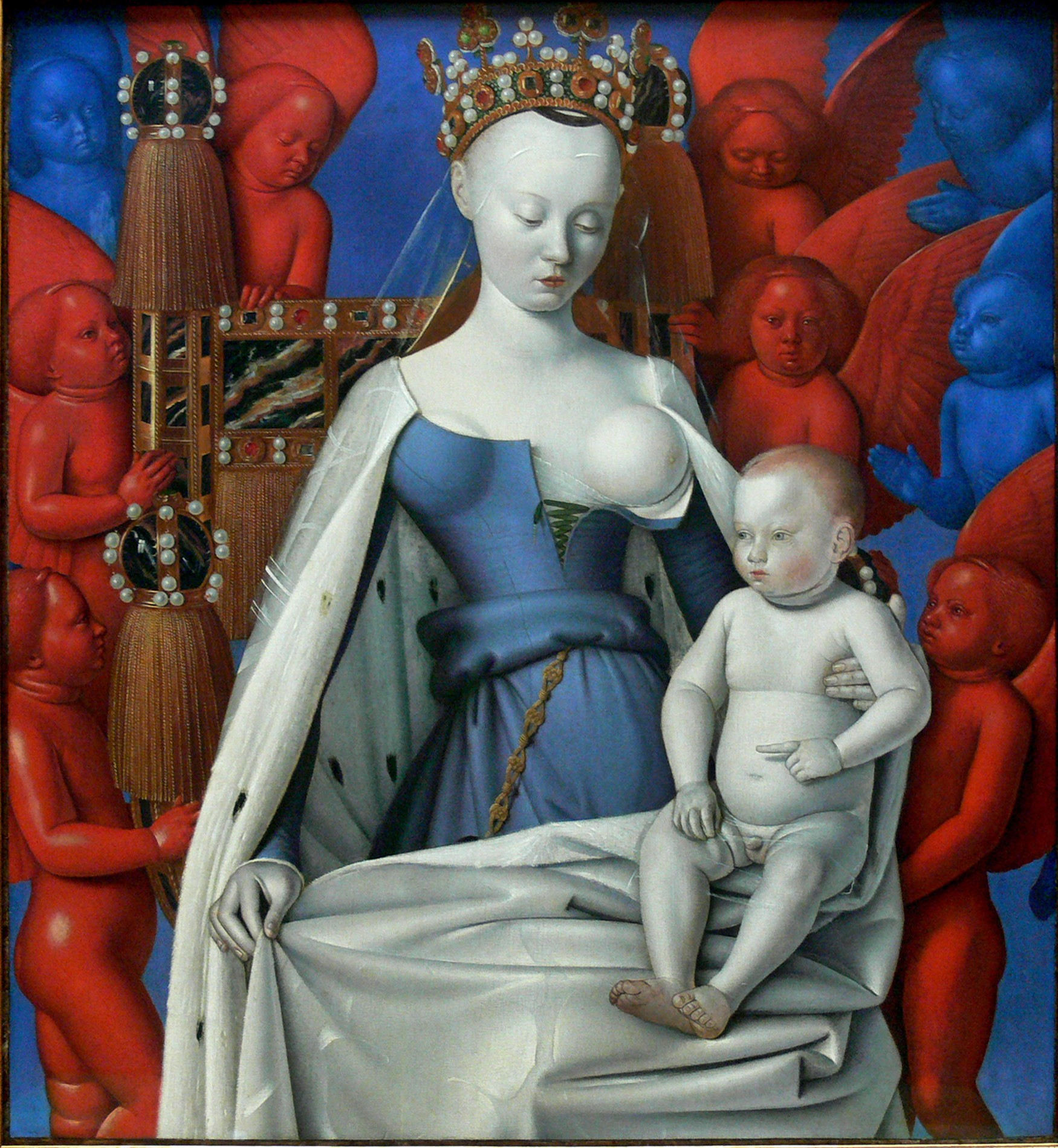
الجانب الأيمن من اللوحة التصويرية ثنائية الأبعاد بريشة الفنان جان فوكيه والتي نشرت في المتحف الملكي للفنون الجميلة بأنتويرب عام 1452. وتعد هذه اللوحة بمثابة اللبنة التمهيدية التي عكست فكرة الفن القوطي المسيطر علي أبعاد التصوير الفني في لوحة كريستس.

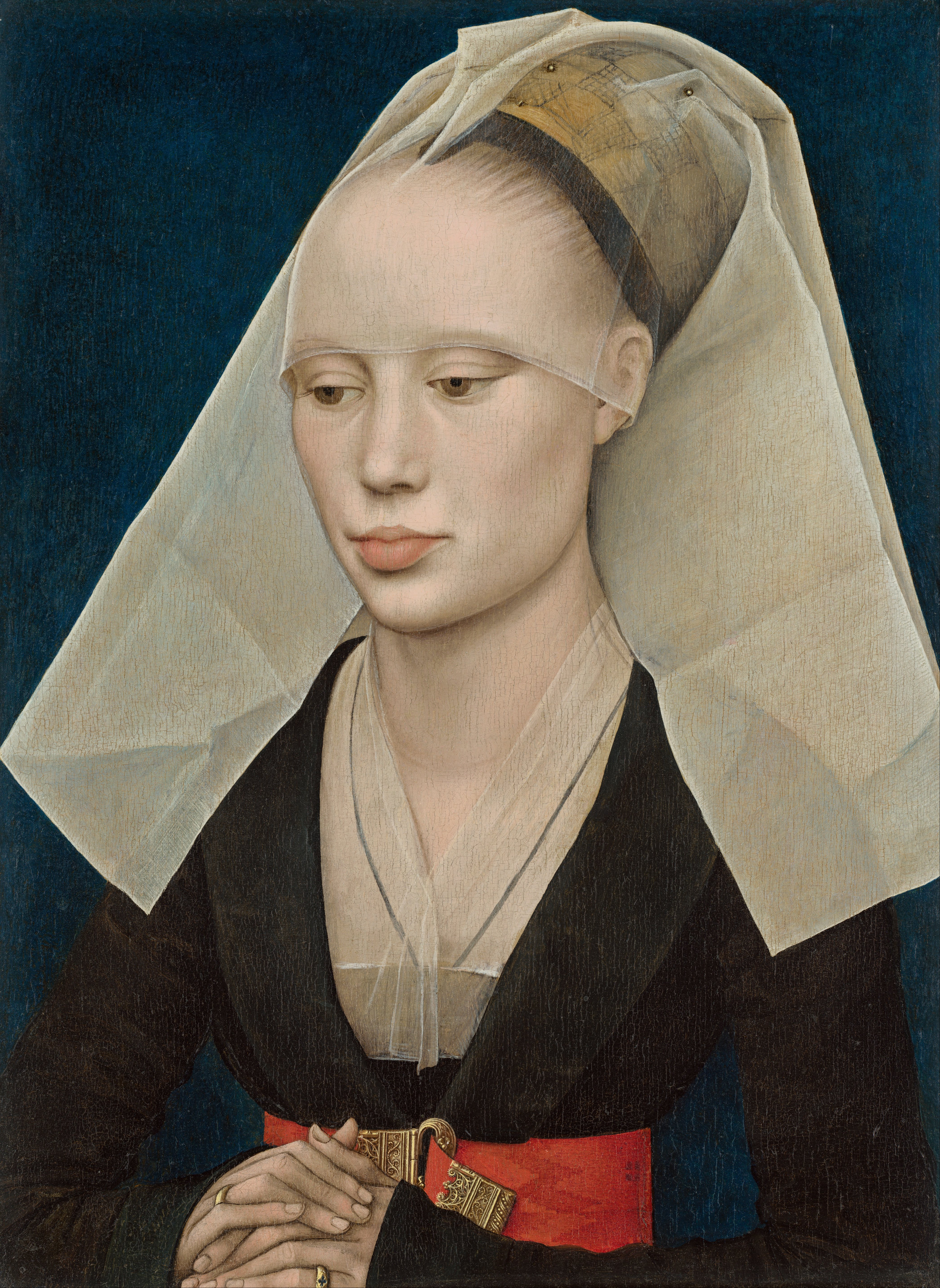
لوحة فنية لإمراة من صنع الرسام البلجيكي روجير فان در فايدن عام 1460 والتي تم نشرها في المعرض الوطني للفنون (واشنطن)، ويمكن رؤية التشابه بين اللوحتين عن طريق الملامح المنحوتة والتعبيرات والإيحاءات الوجهية.

استقر فوق رأسها غطاءاً للرأس والذي تم نسجه وتشكليه من خلية النحل والذي صنع من أجل التهيئة العادية، والذي استخدمته دوقية بورغونيا فيما بعد كغطاء رسمي للشعر حيث أنه جميل الهيئة ويتماشي مع صيحات الموضة، فقد جعلته مستخدمًا في قاعات المحكمة. وعلي مسار مشابه، حيث صور ذلك الغطاء بلا أية أطراف إضافية والذي مثلته جليًا كبري الأختين اللتان اشتملت عليهما لوحة «تمثيل المسيح» للفنان المتيم بالعشق لمثل هذه الضروب من الفنون التصويرية والذي تتلمذ علي يد الفنان البلجيكي روجير فان فايدن. ويمثل ذلك الغطاء الأسود الضخم الذي استقر علي رأس الفتاة بمثابة انحرافة فنية عن المسار الفني التصويري المعتاد، حيث لم تشهد أية لوحة معاصرة مثل هذا النوع من القبعات. تم نسب ها النوع من القبعات إلي نوع خاص قد استعاره الفنان في بلورة عمله الفني حيث أنها تتميز بتعدد جوانبها ومحيطاتها وزيادة أطرافها أو الكورنيت والذي يتم أحيانًا ارتداءه تحت منطقةالذقن.
ويبدو تأثير الفنان جان إيك جليًا في التجسيد المقنن والتدقيق الفني المتميز لقوام اللوحة والنسيج المستخدم في نسج خيوطهاوتفاصيل الثياب والزركشة والزينة التي تحدد الأبعاد الفنية لهذه اللوحة. ويعكس لونها الشاحب الذي انطوي عليه جسدها والقوام القوي الصلد الذي يتمثل في النظرة والأبعاد الجسدية تأثيراً قوياً مقبتساً من الفنان جان إيك من بورتريه أرنولفيني والتي تعكس أصداء حاضنة الأطفال، ولكن قام كريستس بهجر جميع هذه التغيرات التي طرأت علي التصوير الفني الذي نسب إلي الفنان جان إيك وربورت كامبيون. عمد كريستس إلي البعد بعدسته الفنية عن التوغل في عظمة هؤلاء الفنانين رغبًة في استطالة القالب التصويري الذي يعرضه. وقد أعطي المؤرخ روبرت سكال رؤيتة الشكلية فيما يخص الأبعاد المحورية التي يتمركز حولها الهيكل الصغير لهذه الفتاة الذي يتميز بصغره وضئالة الجزء العلوي منه. أسند قوله إلي وصف مقنن لفتاة اللوحة حيث زاد من مستوي خط الرقبة حتي أخذ شكل مخروطي وقد تدلي فرو القاقم علي أكتافها، وتنتهي قمة جسدها بقبعة اسطوانية." علاوة علي ذلك، أستفاد الجيل الأول الذي يترأسه الرساميين الهولنديين بالزخم المعرفي الذي رفرف علي الخضم الفني للطبقة المتوسطة، والفن التصويري الذي يتميز بالنزعة العلمانية في محاولة لإلغاءها من الراعيات لها. فعلي إثر هذا، قدم الفنان كريستس فتاته الأرستقراطية والمستعلية والمتطورة والتي ظهرت في أبهي صورها في رداء رفيع الذوق شديد الأصالة.

## الهوية التاريخية لفتاة اللوحة

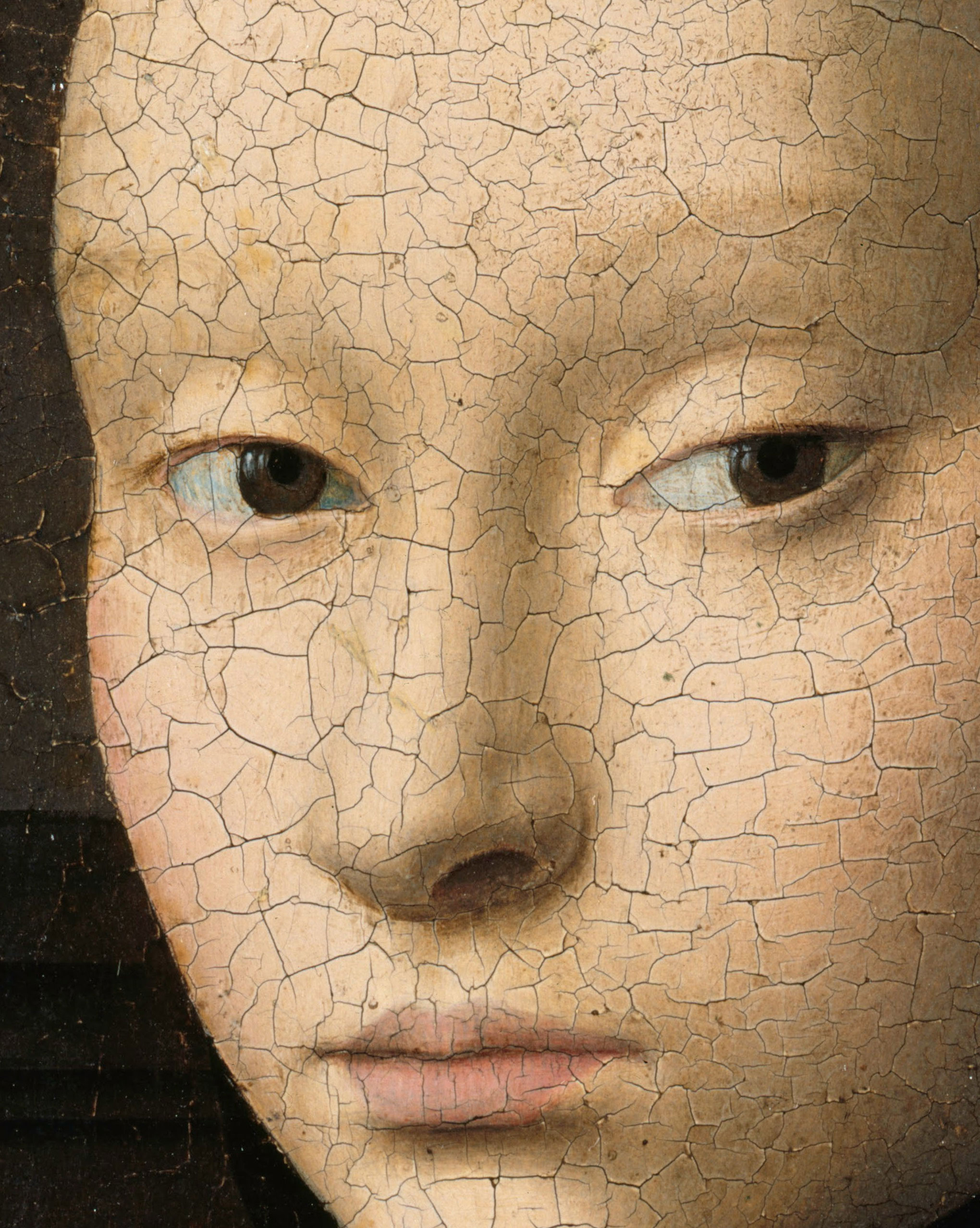
تسليط الضوء علي بعض التفاصيل والذي يميط اللثام عن بعض التركيزات الكاريكاتيرية.

حازت هذه الفتاة بكثير من الاهتمام التاريخي من قبل المؤرخين، وفي تصريح قام به المؤرخ الألماني جستاف فاجن (الرئيس السابق لمتاحف مدينة برلين) والذي أعطي فيه تفسيره للنقوش اللاتينية التي استقرت علي الإطار الأصلي للوحة، والذي قد تم فقدانه مؤخرًا. تربع علي إطار اللوحة التوقيع الفني الخاص بالفنان كريستس بالإضافة إلي وصف دقيق يكشف عن الهوية التاريخية لهذه الفتاة؛ حيث أنها ابنه تنتمي إلي الأسرة الإنجليزية الشهيرة (تالبوت). قامت الأبحاث والتحريات التي ظهرت فيما بعد بإماطة اللثام عن سرية هذه اللوحة وهوية تلك الفتاة، حيث أجمعت أبحاث هذا المؤرخ الألماني علي انتماء تلك الفتاة الجاثمة في منتصف اللوحة علي نسبها إلي إحدي العائلات الإنجليزية المرموقة والتي تسمي (تالبوت) والتي ترأسها فيما بعدالإيرل شروزبيري.
وفي عام1863، أعطي جورج شارف مقترحه الذي يسلط الضوء علي أحقية نسب الجانب الأيمن لهذه اللوحة والذي يتمفصل مع اللوحة التصويرية الفنية لإدوارد جريمستون عام 1446بالمعرض الوطني (لندن) مما أدي إلي إثارة الكثير من الشكوك حول هوية الفتاة والتي من المحتمل أن تكون الزوجة الأولي لجريمستون والتي تسمي «أليس». لاقت هذه الإدعاءات جانبًا كبيرًا من الرفض والتذمر من قبل الفنان التشكيلي جريت رينج عام 1913، والذي استند في رفضه علي بعض الدلائل الجلية التي تتكون منها اللوحة والتي تدلو بدلوها في محيط الأبعاد والخلفية التي تحيط باللوحة وأيضًا أن هذه اللوحات الألمانية قد تبلورت في قالب فني وبلغت أوج عظمتها بعد 20-30 عامًا بعد اللوحة التصويرية لجريمتسون والتي وجد أنها لاتتناسب مع الإدعاءات.
وقام الفنان جويل أبتون بتأييد التحليل الفني الذي قدمه فاجن والذي أجري فيه تحريات مقننة فيما يخص تالبوت الشهير والذي عُرف ب «جون تالبوت» الإيرل الأول شروزبيري والذي قتل في معركة كاستيون عام 1453. ويتأتي أيضًا في بؤرة هذه التحريات الكشف عن «انكارت» ابنة جون تالبوت والتي اختفت في طفولتها عام 1421. وقام المؤرخ التاريخي الإسكتلندي لورن كامبل بإعطاء رؤيته ومقترحاته الفنية بشأن التوقيع اللاتيني معللاً بتعثر الفنان فاجن في فهم بعض الإشارات اللغوية مثل كلمة «نيبو» والتي تعني الحفيد. واختتم أبتون هذا الجدال بجعل فتاة اللوحة ابنة جون تالبوت، الإيرل الثاني شروزبيري وزوجته آن أو مارجريت. تزوج الآباء ما بين عامي 144 و،1445مما يسلط الضوء علي سن فتاة اللوحة الذي لم يتجاوز العشرين أبان الشروع في رسم هذه اللوحة. وربما قد سافرت هذه الفتاة إلي بروج وهي مدينة في بلجيكيا لحضور زفاف يميل إلى الإسراف والتبذير، فهو زفاف دوقية بورغندي أخت الملك إدوارد الرابع ملك إنجلترا إلي الملك شارل الجريء «دوق بورغندي».

## الجذور التاريخية

لوحة زيتية لسيد الفنون برادو المجوسي العاشق، والتي تم عرضها في المتحف الوطني للفنون بلندن عام 1470.

لعبت الآثار التاريخية دوراً فعالًا في تبلور اللوحة الفنية للفتاة في قالب تصويري يتحقق فيه جميع مقومات الفن التصويري، حيث يتأتي ذلك السبق التاريخي من الأثر الفني القديم الذي يرجع إلي اللوحة التي صورت عائلة ميديشي إحدي أشهر عائلات فلورنسا في عام 1492، والتي سلطت الضوء علي التمثال النصفي للسيدة الفرنسية الصغيرة وقد بدت ملونة بالزيت وهو عمل فني للفنان بيترو كريسبي بمدينة بروج. ويتضح أيضًا من خط سير اللوحة ومن منهجها الفني الذي يشذ عن باقي اللوحات الأخرى بالفوضاوية والغموض ومحاولة تدوين كل مايمت بصلة وثيقة من الفن الشمالي ونقله إلي الفن الفرنسي وإلحاقه به. ارتفعت قيمة هذه اللوحة علي نحو ضخم، حيث زادت إلي أربعين فلورنس وقد ظهرت بطريقة بارزة. ساهم هذا الأثر التاريخي بمبدأ الدلالية في ترسيخ أبعاد هذه اللوحة؛ حيث أنها لم تخاطب ماهية الفتاة وكينونتها التي تبرز تبعيتها القومية، ولكن سلطت الضوء علي الجانب الجمالي التعبيري فضلاً عن الجانب الدلالي التاريخي.
وقام مؤرخ الفن الألماني إروين بانوفسكي بتعزيز مكانة الفنان كريستس لما له من دور ذرائعي في تأصل الفن التصويري والارتقاء به، مما كان له عظيم الإثر في تقلد الفنان كريستس قلادة الشهرة والصيت والتي علي إثرها فاز بلقب الرسام الشمالي الأول للقرن الخامس عشر.علاوة علي ذلك، وصف الفنان بانوفسكي العمل الفني الذي قام به كريستس بالعمل الفاتن الساحر والذي يغلب عليه الطابع الفرنسي، وربما لاحظ التشابه الشديد بين الفتاة التي تربعت علي لوحة الرسام الفرنسي جان فوكيه في لوحته الزيتيتة ثنائية الشق والتي تسمي بازدواجية اللوح.شرع الفنان ستارلنج في التعليق علي التشابه الشديد بين هاتين الفتاتين، حيث تتألقان بشعر محكم بغطاء رأسي ضخم، وتتسمان بعظام وجهية مرتفعة وبارزة وعيون صغيرة مائلة في اتجاه مغاير للإتجاه المستقيم وطرح أشكال تعبيرية عابسة متجهمة.
صُنفت هذه اللوحة ضمن الإرث الثقافي الملكي لمدينة بروسيا وأيضًا بالتعاقد مع اللوحة الزيتية الخاصة بالرسام الإنجليزي إدوارد سولي مما أتاح الفرصة الكاملة لغزو مثل تلك الفنون المعرض الفني بألمانيا الذي تعهد باقتناء كل ماهو نفيس من هذه الدرر. وكان من الإيجابية والاعتراف بالمرجعية المهنية أن يعترف فاجن بدور الفنان كريستوس  في إرساء دعائم فنه من خلال هذه اللوحة عام 1825، في حين أنه قد قام بنسب لوحة أخرى ذات إطارمميز (مفقودة الآن) والتي يطلق عليها «بيتر إكس ب أ» كعمل قصيرمختزل للفنان بيتروس كريستوفري والذي يترابط مع «بيترو كريستا» المذكور في السلسلة الإيطالية التي تتضمن أمهر الرسامين والنحاتين والمعمارين، وهي سلسلة تم تنفيذها عن طريق الرسام الإيطالي والمهندس المعماري جورجو فازاري كنسخة أضفي عليها بيان السير الذاتية لما تحويه اللوحة من الفنانين عام 1568. في هذا السبيل، ذهب فاجن إلي إطلاق مسمي لوحة القديس أيليجوس علي الفنان كريستوس، والتي استقرت الآن في متحف المتروبوليتان للفنون بنيويورك (ويُنظر إليها علي أنها فقط صورة فائقة الصنع والصياغة الذهبية)، وبهذا الاكتشاف سجل التاريخ هذا الرسام إلي المحتوي الثقافي بعد أعوام من الغموض والإبهام.
ولكن قبل هذا التعريف بالشاعر واللوحة، نُسبت عدد من اللوحات الزيتية التي قام بها الفنان كريستوس إلي الفنان جان فان ايك، ولكن عادت إليه المرجعية والتبعية الفنية عندما أشاد فاجن بتفرده وعبقريته. وقد اشتهر كريستوس بستة أعمال فنية والتي اشتهرت بعنوان «بيتر إكس ب له الفضل في تكويني»، ولكن خلال القرن الذي لحقه، جمعت أشلاء الفن التصويري الذي أحدث فجوة بين الفنان وفنه، فقد دونت المخططات الفنية التابعة له كما استطاع مؤرخو الفن والتاريخ بالأخص الفنان بانوفسكي بالفصل الجذري بين أعمال الفنان كريستوس وفان ايك.

## التأريخ الفني للوحة
قام الرسام ولفجانج شون بتحديد تاريخ هذه اللوحة في عام 1446، والذي عقد الصلة الوثيقة بين طريقة مطابقة الأزياء التي تفيض بالكثير من الأناقة وبين الإتجاهات المعاصرة لصيحات الموضة. وفي بداية القرن العشرين وقع خلاف حول التاريخ الفني الدقيق وايضًا حقوق التأليف. قدم المؤرخ والراعي للتحف الفنية ماكس فريد لاندر بعض التواريخ الفنية وأيضًا العديد من الأعمال المرتبة المتناسقة ليتسني للجميع رؤيتها في نظام مقنن، وأصدرها في المجلد 1957 من لوحاته الهولندية الأولي.ولكن بعد عدة سنوات، لاقي هذا الترتيب أثرًا معارضأ من قبل مؤرخ الفن النمساوي أوتو باخت، والذي قلل من شأن هذه النظريات التي قدمها ماكس لاندر.

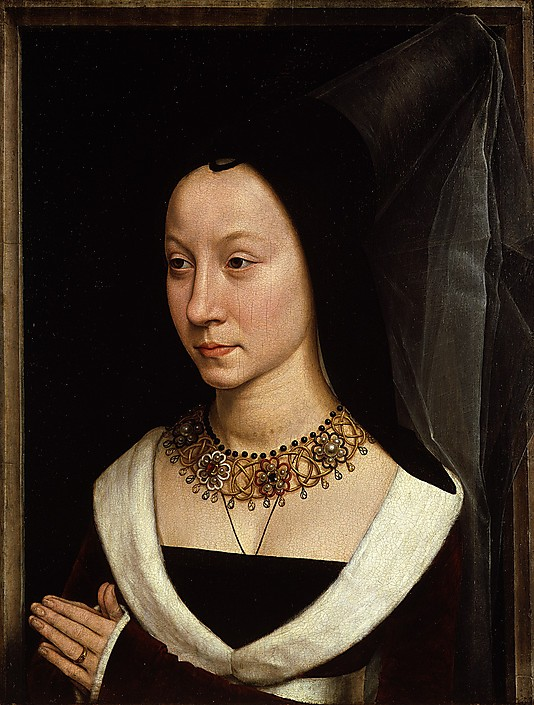
لوحة ماريا بورتيناري، من صنع الفنان الألماني هانز مملينج، والتي يرجع تاريخها إلي عام 1470، بمتحف المتروبوليتان للفنون في نيويورك.
وفي عام 1953، قام إروين بانوفسكي بدحض مخططات وادعاءات شون والتي كانت مبكرة قبل أحقية قولها بعشرين عامًا. لاحظ بانوفسكي زي الفتاة يشبه إلي حد كبير الأزياء الخاصة بمدينة بورغندي في أواخر القرن الخامس عشرإلي منتصفه (1460- 1470).وقام بمقارنة الغطاء الرأسي الضخم الذي يشبه القبعة التي تستقر علي رأس ماريا بورتيناري وأيضًا الملابس التي خضعت للتذهيب عام 1470 من صنع الفنان هانز مملينج باللوحة الفاخرة المطعمة بالذهب أيضًا والتي وضعت في أربعة أجزاء في بورغندي. في حين أضاف ستارلنج تعليقه الفني فيما يخص التفاصيل الدقيقة للوحة، فصرح في عام 1465بأن الغطاء الرأسي في هذه اللوحة الألمانية يختلف أشد الاختلاف عن قرينتها الأمريكية بنيويورك فكل منها ينتمي إلي نوع مختلف.فيتميز الغطاء الرأسي الأمريكي باستطالة الجانب الخلفي لهذا الغطاء عن غيرها من الأنواع الأخرى، ويبدو أنه كان سائدًا واسع الانتشار بعد بضع سنوات، ولكنه يفتقر إلي اللفة التي يتألف منها هذا الغطاء وأيضًا إلي الطريقة التي يتم لفها بها حيث أظهرت اللوحة الألمانية أنها تلف حول العنق. لاحظ ستارلنج بأن هذه اللوحة قد قامت بتوسيع المجال والعمق الفكري لدي مشاهديها وتوسيع نطاق الإيحاءات ذات العمق الدلالي ومحاولة صياغة التفاصيل في قلب محكم وهذا الذي ميز هذه اللوحة عن قريناتها من لوحات كريستوس الأخرى المبكرة.وعلي هذا الأساس، يُرجح أن هذا العمل قد تم إخراجه علي مشارف انتهاء حياة الفنان كريستوس.